# Abkalben

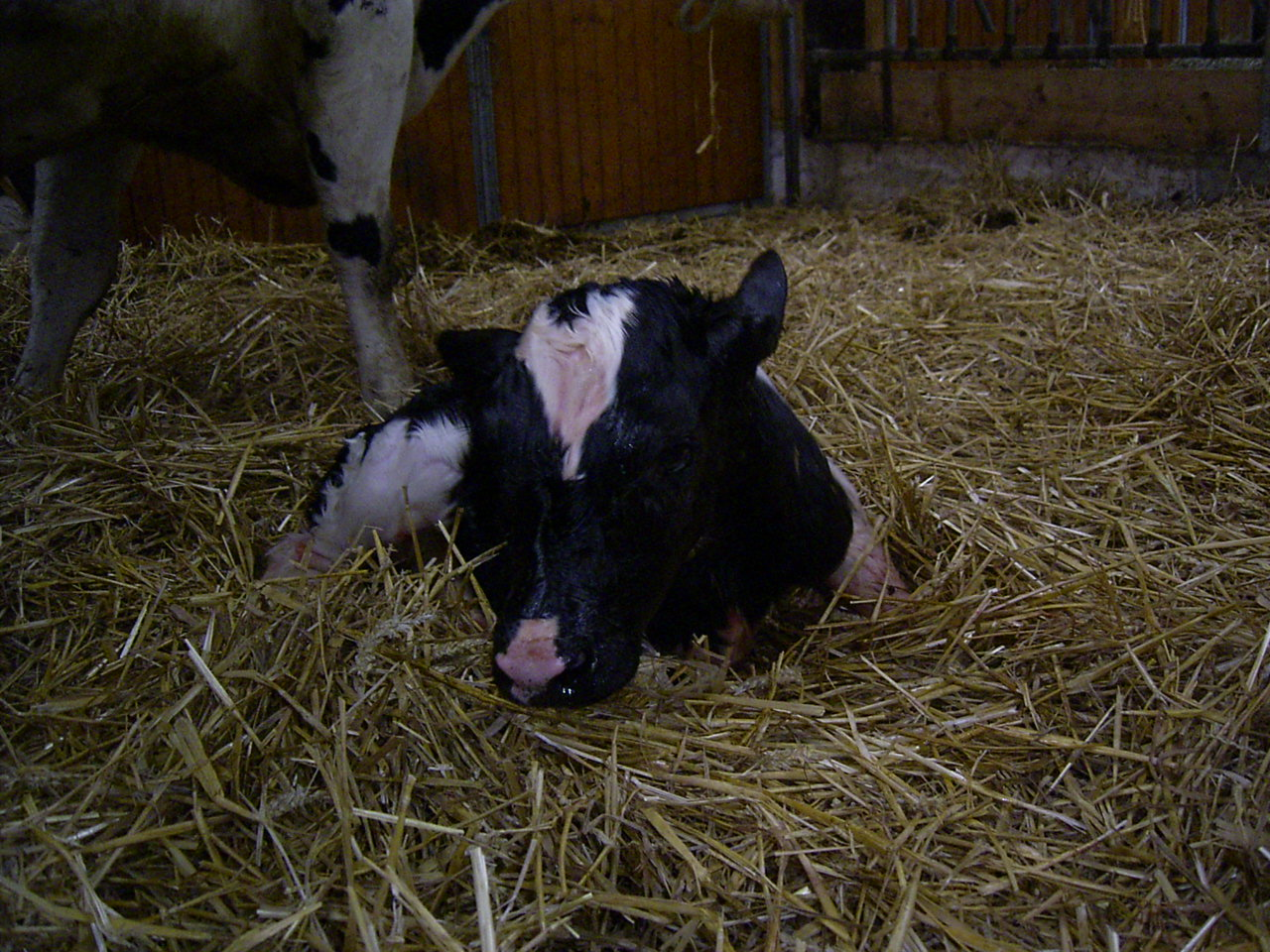
Neugeborenes Kalb

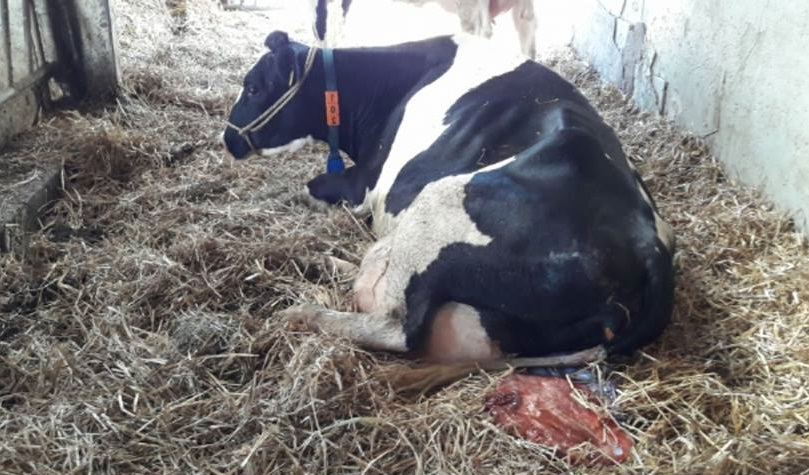
Nach dem Kalb wird die Plazenta geboren (Nachgeburt)

Als Abkalben bezeichnet man den Geburtsvorgang beim Rind.
Das Abkalben ist beim Weidevieh meist leicht und ohne Hilfe möglich, bei Stallhaltung und besonders beim starkknochigen Fleckvieh jedoch meist mit erheblichen Anstrengungen verbunden. Die Nabeldesinfektion geschieht mit Holzteer oder einer Iodtinktur sowie durch Ableckenlassen des Kalbes durch die Mutter.
Besondere Beachtung gilt
- dem Abgehen der Nachgeburt, bei Weidevieh in 6 Stunden, bei Stallvieh häufig erst nach 2–3 Tagen und
- der baldigen Versorgung des Neugeborenen mit der Kolostralmilch (oder Biestmilch)

## Weblink
- Geburt eines Kalbes (Bilderserie)